# 格蘭瑟姆和斯坦福 (英國國會選區)

選區在林肯郡的位置

格蘭瑟姆和斯坦福（英語：Grantham and Stamford），英國國會一郡選區，位於林肯郡西南部，包括南凱斯蒂文的大部地區。
本區始設於1997年，一直是保守黨的安全選區。2010年大選中尼古拉斯·博爾斯以50.3%選票首次當選。